# 醜褶麗魚
醜褶麗魚，為輻鰭魚綱鱸形目隆頭魚亞目慈鯛科的其中一種，被IUCN列為瀕危保育類動物，分布於非洲馬達加斯加淡水、半鹹水流域，體長可達12.2公分，棲息在底層水域，屬雜食性，生活習性不明。

## 擴展閱讀
維基物種上的相關：醜褶麗魚